# Edward Travis

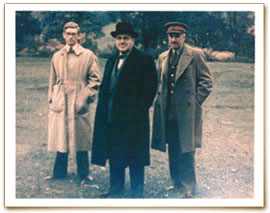
Von Links: Die britischen Kryptoanalytiker Harry Hinsley, Sir Edward Travis, John Tiltman, Washington 1945

Sir Edward Wilfred Harry „Jumbo“ Travis (* 24. September 1888 in Plumstead, Kent; † 18. April 1956 in Pirbright, Surrey) war ein britischer Kryptoanalytiker und Geheimdienst-Mitarbeiter. Während des Zweiten Weltkriegs übernahm er die Leitung der 
Government Code and Cypher School (Abkürzung: GC&CS; deutsch etwa: „Staatliche Code- und Chiffrenschule“), also der militärischen Dienststelle, die sich im Zweiten Weltkrieg erfolgreich mit der Entzifferung des deutschen Nachrichtenverkehrs befasste. Nach dem Krieg wurde er der Leiter der Nachfolgeorganisation, den Government Communications Headquarters (GCHQ).

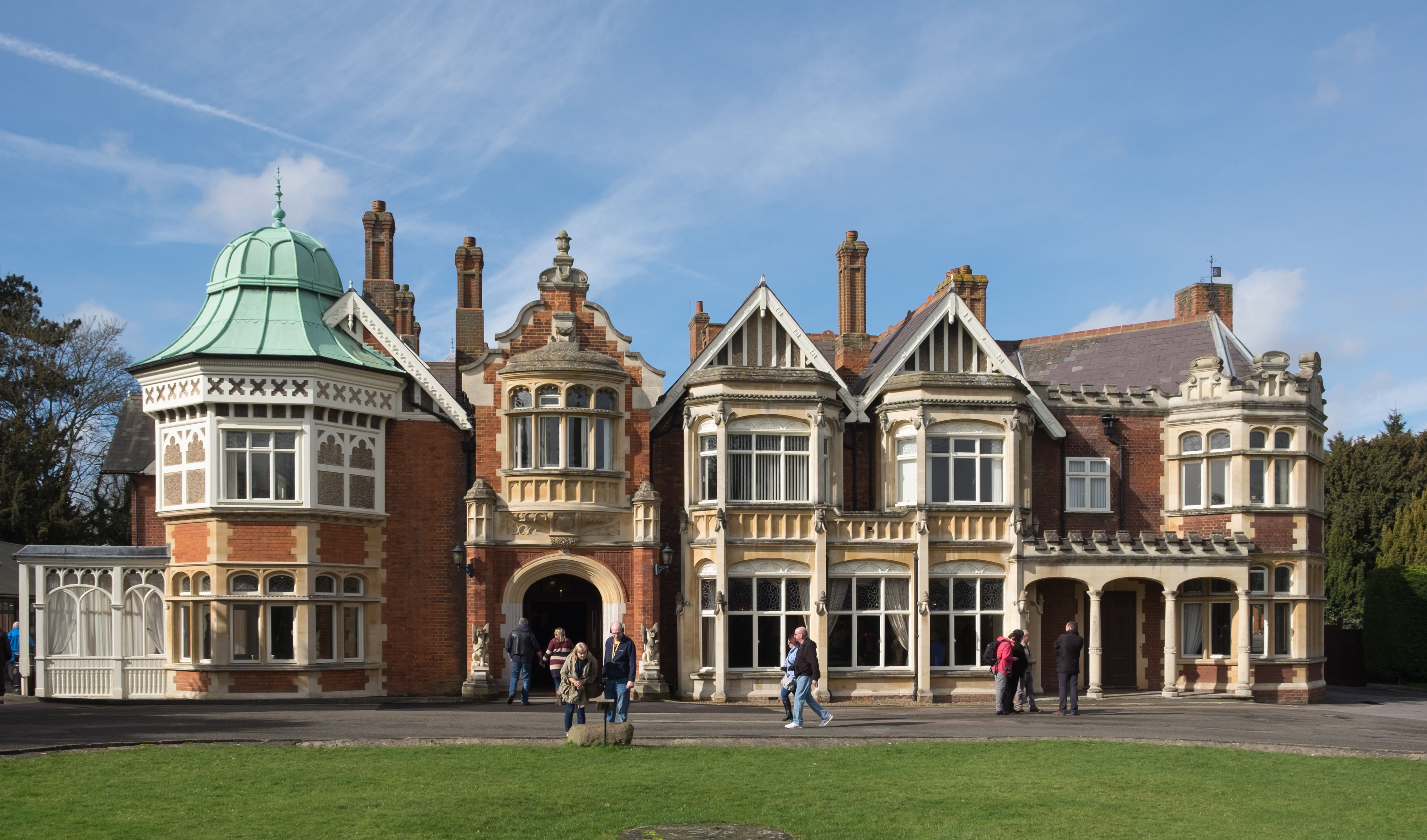
Das Herrenhaus (engl. The mansion) von Bletchley Park war die Zentrale der britischen Codeknacker und ist heute ein Museum

Travis trat der Royal Navy im Jahr 1906 bei und diente auf dem Schlachtschiff HMS Iron Duke. Von 1912 bis 1918 arbeitete er als Kryptologe an Marine-Schlüsseln. Ab 1925 war er für die Sicherheit innerhalb der Government Code and Cypher School verantwortlich und stieg zum Stellvertreter des Leiters der GC&CS,  Alastair Denniston, auf, dessen Nachfolge er im Februar 1942 übernahm. Edward Travis war damit für die erfolgreiche Entzifferung des gesamten deutschen militärischen Nachrichtenverkehrs in Bletchley Park verantwortlich. Nach dem Krieg behielt Travis seine Führungsposition als Leiter der Nachfolgeorganisation Government Communications Headquarters (GCHQ) bis zum 15. April 1952. Sein Nachfolger wurde Eric Malcolm Jones.
Für seine Verdienste wurde Travis im Jahr 1936 der Order of the British Empire sowie im Juni 1944 der Order of St Michael and St George verliehen.

## Belege
1. ↑  Michael Smith: ENIGMA entschlüsselt – Die „Codebreakers“ von Bletchley Park. Heyne, 2000, S. 144ff (Bildteil). ISBN 3-453-17285-X

| Personendaten    | Personendaten                                                                |
| ---------------- | ---------------------------------------------------------------------------- |
| NAME             | Travis, Edward                                                               |
| ALTERNATIVNAMEN  | Travis, Edward Wilfred Harry (vollständiger Name); Travis, Jumbo (Spitzname) |
| KURZBESCHREIBUNG | britischer Kryptoanalytiker und Geheimdienst-Mitarbeiter                     |
| GEBURTSDATUM     | 24. September 1888                                                           |
| GEBURTSORT       | Plumstead                                                                    |
| STERBEDATUM      | 18. April 1956                                                               |
| STERBEORT        | Pirbright                                                                    |